# 아크사벤 (아레나)
아크사벤(Ak-Sar-Ben)는 미국 네브래스카주 오마하에 위치한 실내 경기장이다. 과거 IHL 오마하나이츠의 홈경기장으로 사용했다.